# 2416 Sharonov
2416 Sharonov è un asteroide della fascia principale. Scoperto nel 1979, presenta un'orbita caratterizzata da un semiasse maggiore pari a 3,0145861 UA e da un'eccentricità di 0,0408084, inclinata di 10,51186° rispetto all'eclittica.
L'asteroide è dedicato all'astronomo russo Vsevolod Vasil'evič Šaronov.